# 平陽の戦い (紀元前234年)
平陽の戦い（へいようのたたかい）は、紀元前234年に起きた秦と趙の戦い。

## 概要
紀元前236年、秦の将軍王翦と桓齮・楊端和は鄴と周辺の9城を落とし、2年間、秦と趙は戦闘を続けた。
紀元前234年、桓齮は平陽に直行した。趙は扈輒を将として平陽を救援に向かわせ、秦軍と戦った。秦軍は趙の将である扈輒を討ち取り、十万の趙兵を平陽の城外で斬首した。
紀元前233年、桓齮は再び出兵し宜安・平陽・武城の3城を取り、再び趙軍を破りその将を討ち取った。この2戦で趙は10万以上の兵を失った。